# 1-es villamos (Prága)
A prágai 1-es jelzésű villamos a Sídliště Petřiny és a Kobylisy között közlekedik.

## Útvonala
| Kobylisy felé | Sídliště Petřiny felé |
| --- | --- |
| Sídliště Petřiny – Petřiny – Větrník – Vojenská nemocnice – Baterie – Ořechovka – Sibeliova – Vozovna Střešovice (Muzeum MHD) – Prašný most – Hradčanská – Sparta – Letenské náměstí – Kamenická – Strossmayerovo náměstí – Vltavská – Holešovická tržnice – Dělnická – U Průhonu – Ortenovo náměstí – Nádraží Holešovice – Nádraží Holešovice (ul. Partyzánská) – Trojská – Nad Trojou – Hercovka – Ke Stírce – Kobylisy | Březiněveská – Kobylisy – Ke Stírce – Hercovka – Nad Trojou – Trojská – Nádraží Holešovice (ul. Partyzánská) – Nádraží Holešovice – Ortenovo náměstí – Dělnická – Tusarova – Holešovická tržnice – Vltavská – Strossmayerovo náměstí – Kamenická – Letenské náměstí – Korunovační – Sparta – Hradčanská – Prašný most – Vozovna Střešovice (Muzeum MHD) – Sibeliova – Ořechovka – Baterie – Vojenská nemocnice – Větrník – Petřiny – Sídliště Petřiny |

## Megállóhelyei
| 0  | Sídliště Petřiny végállomás          | 40 | 2, 32, 91, 96 |
| 1  | Petřiny                              | 38 | A 2, 32, 91, 96 108, 164, 168, 191, 260, 910                                                                                 |
| 2  | Větrník                              | 37 | 2, 32, 36 108, 164, 168, 191, 910                                                                                            |
| 3  | Vojenská nemocnice                   | 35 | 2, 32, 91, 96 108, 216 |
| 5  | Baterie                              | 34 | 2, 32, 91, 96 |
| 6  | Ořechovka                            | 33 | 2, 32, 91, 96 |
| 8  | Sibeliova                            | 32 | 2, 32, 96 |
| 10 | Vozovna Střešovice                   | 30 | 2, 22, 25, 32, 96, 97 143, 149, 180, 902                                                                                     |
| 12 | Prašný most                          | 28 | 2, 6, 18, 22, 23, 25, 32, 91, 96, 97 143, 149, 180, 902                                                                      |
| 15 | Hradčanská                           | 26 | A 2, 6, 7, 8, 13, 14, 15, 18, 20, 23, 25, 26, 30, 32, 91, 94, 96, 97 R24 R45 S5 S54 131, 907, 909                            |
| 17 | Sparta                               | 24 | 6, 8, 12, 18, 23, 25, 26, 32, 91, 93, 94, 96, 97                                                                             |
| ∫  | Korunovační                          | 23 | 6, 8, 12, 18, 23, 25, 26, 32, 91, 93, 94, 96, 97 907                                                                         |
| 19 | Letenské náměstí                     | 22 | 6, 7, 8, 12, 13, 14, 15, 18, 23, 25, 26, 91, 96, 97                                                                          |
| 20 | Kamenická                            | 20 | 6, 8, 12, 18, 23, 25, 26, 32, 91, 93, 94, 96, 97                                                                             |
| 21 | Strossmayerovo náměstí               | 19 | 6, 8, 12, 17, 18, 23, 25, 26, 32, 91, 93, 94, 96, 97 156                                                                     |
| 24 | Vltavská                             | 18 | C 6, 12, 14, 17, 25, 93 156, 905, 911 S5 R24 R45                                                                             |
| 25 | Holešovická tržnice                  | 16 | 6, 14, 17, 25, 93, 96 · P7                                                                                                   |
| ∫  | Tusarova                             | 14 | 6, 14, 17, 25, 93 |
| 27 | Dělnická                             | 13 | 6, 14, 17, 25, 93, 98 X25, X94                                                                                               |
| 29 | U Průhonu                            | ∫  | 6, 14, 17, 25, 93, 98 156 |
| 30 | Ortenovo náměstí                     | 12 | 6, 14, 17, 25, 93 |
| 32 | Nádraží Holešovice                   | 11 | C 6, 14, 17, 25, 93, 96 112, 156, 187, 201, 234 S4                                                                           |
| 34 | Nádraží Holešovice (ul. Partyzánská) | 9  | 6, 14, 17, 25, 93 187 |
| 37 | Trojská                              | 7  | 6, 14, 17, 25, 93 112, 234                                                                                                   |
| 39 | Nad Trojou                           | 6  | 6, 14, 17, 25, 93, 96 |
| 40 | Hercovka                             | 3  | 6, 14, 17, 25, 93 |
| 42 | Ke Stírce                            | 1  | 3, 6, 7, 10, 12, 14, 15, 17, 24, 25, 31, 92, 93, 95, 96                                                                      |
| 43 | Kobylisy végállomás                  | 1  | C 3, 6, 7, 10, 12, 13, 14, 15, 17, 19, 24, 25, 31, 92, 93, 95, 96 102, 144, 145, 152, 162, 169, 177, 200, 371, 374, 411, 913 |
| ∫  | Březiněveská                         | 0  | 3, 6, 7, 10, 12, 13, 14, 15, 17, 19, 24, 25, 31, 95                                                                          |